# Mâchefer (bande dessinée)
Pour les articles homonymes, voir Mâchefer.
Mâchefer est une série de bande dessinée française écrite par Fred Duval, dessinée par Sébastien Vastra et mise en couleurs par Afroula (tomes 1 et 2) puis Carole Beau (tome 3).

## Albums
- Mâchefer, Vents d'Ouest :

1. Une huile en fuite, 2002  (ISBN 2-86967-938-6)[1]
2. Le Désert des carcasses, 2002  (ISBN 2-86967-999-8).
3. Les 24 Heures du monde, 2004  (ISBN 2-7493-0070-3).